# Звездогляд Віталій Вікторович
Віта́лій Ві́кторович Звездогля́д (нар. 12 серпня 1992, с. Косенівка, Уманський район, Черкаська область, Україна — 10 червня 2017, с. Павлопіль, Волноваський район, Донецька область, Україна) — старший солдат Збройних сил України, учасник російсько-української війни.

## Біографія
Народився 1992 року в селі Косенівка на Черкащині. 2009 року закінчив 11 класів Косенівської загальноосвітньої школи та продовжив навчання в Уманському професійному ліцеї, де здобув професію маляра-штукатура. По тому заочно навчався у Тальнівському будівельно-економічному коледжі.
2011—2012 проходив строкову службу у військовій частині 3009 Внутрішніх військ МВС України в місті Сімферополі, після чого завершив навчання в коледжі.
У лютому 2014 року вступив на військову службу за контрактом, 222-га Центральна артилерійська база боєприпасів Озброєння Збройних сил України, в/ч А1588, с. Розсішки, Черкаська область.
Під час російської збройної агресії проти України з 2015 року виконував завдання на території проведення антитерористичній операції, зокрема на Маріупольському напрямку.
Старший солдат, навідник 10-го окремого мотопіхотного батальйону «Полісся» 59-ї окремої мотопіхотної бригади, військова частина А2960, м. Новоград-Волинський, Житомирська область.
10 червня 2017 року, успішно відбивши атаку ворога, українські захисники зупинили наступ російсько-терористичних угруповань поблизу с. Павлопіль Волноваського району. Коли все стихло, о 20:00, до окопів опорного пункту несподівано прилетіла міна. Віталій перебував на передовій позиції та зазнав смертельного поранення. Тоді ж загинули розвідники 74 ОРБ старший сержант Анатолій Довгаль і молодший сержант Сергій Горо.
Похований 14 червня на кладовищі рідного села Косенівка.
Залишились батьки, Тетяна Іванівна і Віктор Миколайович, та молодша сестра.

## Нагороди та відзнаки
- Указом Президента України № 363/2017 від 14 листопада 2017 року, за особисту мужність і самовіддані дії, виявлені у захисті державного суверенітету та територіальної цілісності України, зразкове виконання військового обов'язку, нагороджений орденом «За мужність» III ступеня (посмертно)[6][7].
- Нагороджений почесною відзнакою обласної ради та облдержадміністрації «За заслуги перед Черкащиною» (посмертно).

## Вшанування пам'яті
- 10 червня 2018 року в селі Косенівка Уманського району відкрили пам'ятну стелу Віталію Звездогляду[8].
- 4 вересня 2018 року на фасаді Косенівського НВК І-ІІІ ступенів встановили меморіальну дошку полеглому на війні випускнику[9].